# Thermodiscus
Genre
Espèces de rang inférieur
- Thermodiscus maritimus

Thermodiscus est un genre d'archées de la famille des Desulfurococcaceae.